# アルフォンス・イルシュ
アルフォンス・イルシュ（Alphonse Hirsch、1843年5月2日 - 1884年7月15日)は、フランスの画家、版画家、美術品収集家であった。印象派の画家たちと親しい人物であった。

## 略歴
パリで生まれた。4人兄弟の末子でステンド・グラス作家のエール・イルシュ（Émile Hirsch:1832-1904）や作家のガストン・イルシュらの兄がいた 。パリ国立高等美術学校に入学しレオン・ボナに学んだ。その後ポワシーでエルネスト・メソニエに学んだ。版画の制作を始めた。1869年のパリのサロンにフランソワ・ボンヴァンとフランシスコ・デ・ゴヤとオーギュスタン・テオデュール・リボーの原画を出展し、「Gazette des beaux-arts」に掲載された
1870年に普仏戦争が始まると軍役につきパリに戻った。1876年の作品「Premier Trouble」が注目され、出版社の「Goupil & Cie」から出版された。この頃から、印象派の画家たちエドゥアール・マネやエドガー・ドガ、ジュゼッペ・ド・ニッティスや、ユダヤ系の金融財閥のカモンド家と親しくなり、1875年にカモンド家の人々の集合肖像画を描いた。最初は風俗画を描き、後に肖像画を描いた。1884年までサロンに定期的に出展した。
1879年にアンリエット・ペルージャ(Henriette Perugia: 1855-1923）と結婚した、妻の妹マリー・ペルージャ（Marie Perugia: 1862-1937）は富豪のレオポルド・ド・ロスチャイルドと結婚した。
美術品コレクターとしてはパリの美術商サミュエル・ビングの日本美術コレクションをしばしば訪れコレクションを行いの主要な巨匠やフェリックス・ブラックモンやシャルル・メリヨンのような同時代の版画家の作品のコレクションを集めたが、コレクションは1875年7月に全て売却した。

## 作品

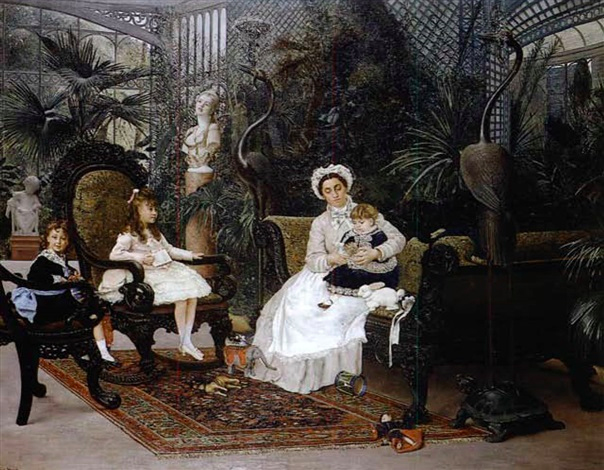
カモンド家の子供たち (1875）
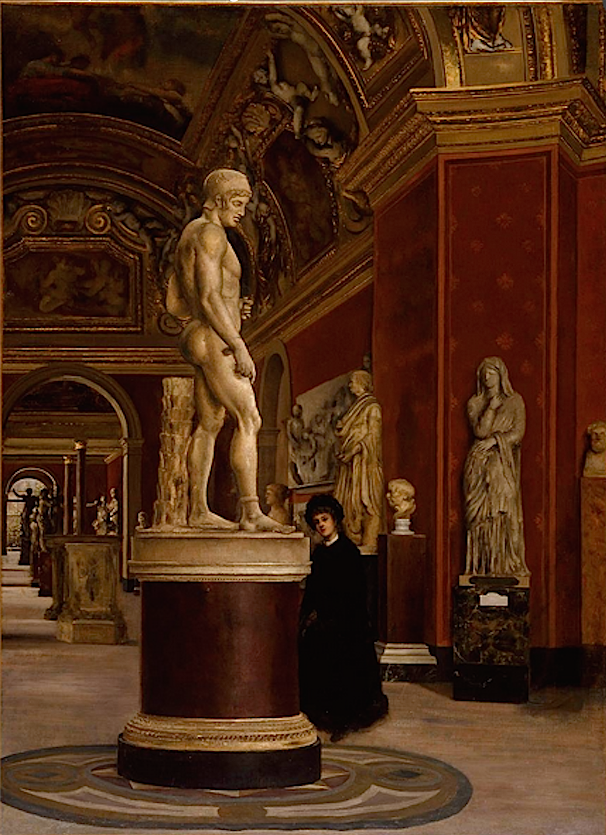
「ルーブル美術館内のマルス像」